# Tyske eksklaver
Tyskland er i besiddelse af enkelte eksklaver i henholdsvis Belgien og Schweiz. 
Ved grænsedragningen efter første og anden verdenskrig blev Tysklands grænser trukket således, at der bestod en række eksklaver. Én af disse, Verenahof, blev afhændet til Schweiz den 4. oktober 1967. Eksklaverne består i dag af Büsingen am Hochrhein i Schweiz og fem mindre eksklaver i Belgien, der er afskåret af Vennbahn-jernbanen. 

## Vennbahn-enklaverne
Tyskland besidder fem eksklaver afskåret af det tidligere jernbanetracé for Vennbahn-jernbanen. Disse fem eksklaver er et interessant grænsehistorisk tilfælde. De ligger på tysk territorium, men er afskåret af førnævnte jernbane, der ifølge Versailles-traktaten er belgisk territorium. De forhenværende stationsområder o.l. er ligeledes belgisk territorium. Eksklaverne ligger mellem byerne Roetgen og Kalterherberg i Nordrhein-Westfalen i området omkring Aachen og udgøres af følgende territorier: 
- Münsterbildchen: Den nordligste eksklave er et område hovedsagligt bebygget med industri- og lagervirksomhed.
- Rötgener Wald: Består hovedsagligt af den sydlige del af byen Rötgen.
- Rückschlag: Den absolut mindste beboede eksklave (i verden?). Den består af ét beboet hus med tilhørende have.
- Mützenich: Mützenichs status som eksklave kan diskuteres. Dette skyldes det forhold, at det belgiske Vennbahn-territorium krydser en (tysk) vej på en jernbaneviadukt. Diskussionen går derfor på, om det kun er broen, eller om det land nedenunder den belgiske bro, det vil sige, dér, hvor vejen forløber, også er belgisk.
- Ruitzhof: Den sydligste eksklave og den næstmindste tyske eksklave.